# Hydrolaetare caparu
Hydrolaetare caparu är en groddjursart som beskrevs av Jansen, Gonzales Álvarez och Köhler 2007. Hydrolaetare caparu ingår i släktet Hydrolaetare och familjen tandpaddor. IUCN kategoriserar arten globalt som otillräckligt studerad. Inga underarter finns listade i Catalogue of Life.